# Minneapolis Marines / Red Jackets
Los Minneapolis Marines fue un equipo de la NFL que existió desde 1905 hasta 1924. El equipo fue posteriormente resucitado entre
1929-1930 bajo el nombre de Minneapolis Red Jackets. Los Marines fueron propiedad de John Dunn y Val Ness, y estaba compuesto
principalmente de adolescentes de la clase trabajadora. Algunos de los primeros juegos fueron jugados en Camden Park, Parade Stadium,
y Bottineau Field. Los juegos posteriores fueron realizados en los estadios con mayor capacidad como Nicollet Park y Lexington Park.
Los Minneapolis Marines tienen un gran valor histórico en Minnesota, ya que son el primer equipo con sede en Minnesota en unirse a la Liga,
anterior a Duluth Eskimos (1923) y Minnesota Vikings (1961).

## Temporadas (era pre-NFL)
|         | Año  | V | D | E | Resultado               | Entrenador(es) |
| ------- | ---- | - | - | - | ----------------------- | -------------- |
| Marines | 1905 | 3 | 0 | 0 | –                       | –              |
| Marines | 1906 | – | – | – | –                       | –              |
| Marines | 1907 | 4 | 1 | 1 | –                       | –              |
| Marines | 1908 | 6 | 0 | 0 | –                       | –              |
| Marines | 1909 | 4 | 1 | 0 | –                       | –              |
| Marines | 1910 | 4 | 0 | 1 | Campeón de la ciudad    | –              |
| Marines | 1911 | 3 | 1 | 1 | Subcampeón de la ciudad | –              |
| Marines | 1912 | 8 | 2 | 0 | Subcampeón de la ciudad | –              |
| Marines | 1913 | 8 | 1 | 0 | Subcampeón de la ciudad | Ossie Solem    |
| Marines | 1914 | 5 | 1 | 0 | Subcampeón de la ciudad | Ossie Solem    |
| Marines | 1915 | 6 | 1 | 0 | –                       | Ossie Solem    |
| Marines | 1916 | 8 | 0 | 1 | –                       | Ossie Solem    |
| Marines | 1917 | 7 | 0 | 0 | –                       | Ossie Solem    |
| Marines | 1918 | – | – | – | –                       | –              |
| Marines | 1919 | 5 | 2 | 1 | –                       | Ossie Solem    |
| Marines | 1920 | 5 | 2 | 1 | –                       | Ossie Solem    |

## Temporadas (NFL)
|             | Año  | V | D | E | Resultado | Entrenador(es)    |
| ----------- | ---- | - | - | - | --------- | ----------------- |
| Marines     | 1921 | 1 | 3 | 1 | 13.º      | Rube Ursella      |
| Marines     | 1922 | 1 | 3 | 0 | 12.º      | Russell Tollefson |
| Marines     | 1923 | 2 | 5 | 2 | 13.º      | Harry Mehre       |
| Marines     | 1924 | 0 | 6 | 0 | 16.º      | Joe Brandy        |
| Red Jackets | 1929 | 1 | 9 | 0 | 11.º      | Herb Joesting     |
| Red Jackets | 1930 | 1 | 7 | 1 | 10.º      | George Gibson     |